# Gulstrupig apalis
Gulstrupig apalis (Apalis flavigularis) är en starkt utrotningshotad tätting i familjen cistikolor. Den är endemisk för Malawi.

## Utseende och läten
Gulstrupig apalis är en 13 cm lång fågel med svart huvud, grå örontäckare och grön ovansida. Underidan är gul med olivrgön anstrykning på flankerna och ett brett, svart bröstband. Ögat är ljust. Liknande vitvingad apalis har längre stjärt, vit strupe och en vit vingfläck. Lätet beskrivs som ett högljutt, omusikaliskt kvitter.

## Utbredning och systematik
Gulstrupig apalis förekommer enbart i Malawi, i tre bergsområden i sydöstra delen av landet: Mt Mulanje, Mt Zomba och Mt Malosa. Tidigare behandlades den som underart till ringapalis (A. thoracica) och vissa gör det fortfarande. Numera urskiljs den dock oftast som egen art.

### Familjetillhörighet
Cistikolorna behandlades tidigare som en del av den stora familjen sångare (Sylviidae). Genetiska studier har dock visat att sångarna inte är varandras närmaste släktingar. Istället är de en del av en klad som även omfattar timalior, lärkor, bulbyler, stjärtmesar och svalor. Idag delas därför Sylviidae upp i ett antal familjer, däribland Cisticolidae. 

## Status och hot
Internationella naturvårdsunionen IUCN kategoriserar arten som starkt hotad. Utbredningsområdet är mycket litet och kraftigt fragmenterat och arten tros minska i antal. 2011 beviljades ett tillstånd för gruvbrytning på hela Mt Mulanje, vilket kan få katastrofala följder för populationen. Världspopulationen uppskattas idag till mellan 1500 och 7000 vuxna individer.